# 俄諾瑪俄斯

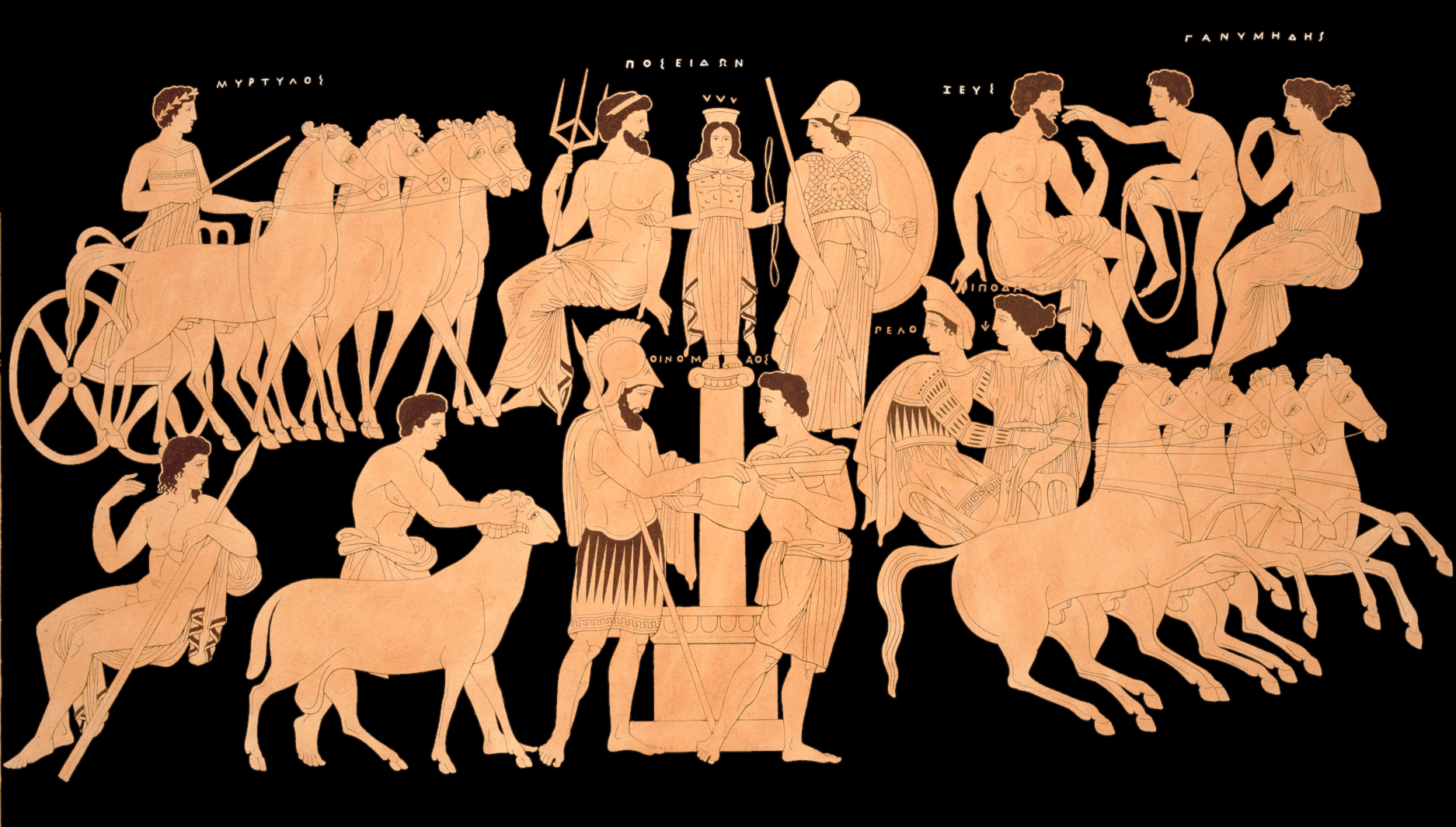
俄諾瑪俄斯、希波達彌亞和奧利匹斯眾神，一個古代花瓶上的圖畫

俄諾瑪俄斯（希臘語：Οινόμαος）是古希臘神話中的比薩王，那伊阿得斯哈珀娜或普勒阿得斯斯忒洛珀（有時也被認為是俄諾瑪俄斯的配偶）和戰神阿瑞斯之子，希波達彌亞之父。除去斯忒洛珀的可能性之外，他的妻子也可能是阿爾戈斯的Evarete（阿克里西俄斯和歐律狄刻之女）。另外達那俄斯之女Eurythoe也被認為是他的母親或配偶。除去希波達彌亞，他的孩子還有留基伯（因愛戀達佛涅而死）和阿爾卡珀。鮑桑尼亞認為俄諾瑪俄斯的父親不可能是神而是人類。歐里庇得斯著作《在陶里斯的伊菲革涅亞》中的譜系證據顯示，俄諾瑪俄斯是特洛伊戰爭的前二代之人，是亞崔迪、阿伽門農和墨涅拉俄斯的祖父。

## 珀羅普斯與俄諾瑪俄斯之死
珀羅普斯想要娶俄諾瑪俄斯之女希波達彌亞為妻，但是俄諾瑪俄斯曾經得到一個預言：他將會被自己的女婿殺死，爲了阻止這一事情發生，他通過戰車賽殺死了13個來向希波達彌亞求婚的人，並將他們的頭顱釘在宮殿的木柱上。爲了娶到希波達彌亞，珀羅普斯決定與俄諾瑪俄斯比賽。爲了保證不失敗，珀羅普斯向波塞冬求助，後者交給他一輛飛馬拉的戰車。珀羅普斯和希波達彌亞換掉了俄諾瑪俄斯車輪上的車軸，因此俄諾瑪俄斯因翻車被韁繩纏住，而被馬拖死了。俄諾瑪俄斯的車夫彌爾提洛斯倖存，但最終為珀羅普斯所殺。
彌爾提洛斯死前對珀羅普斯下了詛咒，導致後者的許多後代如阿特柔斯、梯厄斯忒斯、阿伽門農、墨涅拉俄斯和俄瑞斯忒斯都不得善終。同時彌爾提洛斯位於奧林匹亞的墓地也被認為是一個不祥之處。俄諾瑪俄斯的戰車賽被認為是古代奧林匹克運動會的起源之一，并產生了一些厄利斯傳說。